# Pepeljevac (gmina Kuršumlija)
Perunika (cyr. Перуника) – wieś w Serbii, w okręgu toplickim, w gminie Kuršumlija. W 2011 roku liczyła 33 mieszkańców.